# Toledo (ELO)
Toledo is de elektronische leeromgeving (ELO) van de Associatie KU Leuven.
De implementatie van Toledo werd in september 2001 aan de KU Leuven gestart als de universiteitsbrede elektronische leeromgeving. Het doel was om zelfstudie digitaal te ondersteunen. Vanaf september 2004 evolueerde Toledo naar een gemeenschappelijk digitaal leerplatform voor de Associatie KU Leuven. De leeromgeving werd in 2012 actief gebruikt door meer dan 135.000 gebruikers uit 13 instellingen. 
Toledo staat voor 'Toetsen en leren doeltreffend ondersteunen'. De kern van de leeromgeving wordt gevormd door het Blackboard Learning, Community en Content System. Daarnaast zijn er door het ondersteunende team van KU Leuven heel wat extra tools ontwikkeld voor docenten, studenten en lokale ondersteuners. Toledo is ook verbonden met andere onderwijs- en ICT-tools, zoals diverse administratieve systemen waaronder SAP Campus Management, het bibliotheeksysteem Aleph, een wiki- en blogservice, een streaming video server en voor enkele instellingen ook het toetsplatform QuestionMark Perception.